# Мануэль, Дарсина
Дарсина-Роуз Мануэль (англ. Darcina-Rose Manuel; род. 24 сентября 1992, Гисборн) — новозеландская дзюдоистка, представительница лёгкой весовой категории. Выступает за сборную Новой Зеландии по дзюдо начиная с 2010 года, обладательница бронзовой медали Игр Содружества, трёхкратная чемпионка Океании, участница летних Олимпийских игр в Рио-де-Жанейро.

## Биография
Дарсина Мануэль родилась 24 сентября 1992 года в Гисборне, Новая Зеландия. Принадлежит к коренному новозеландскому народу маори.
Впервые заявила о себе в 2007 году, став чемпионкой Новой Зеландии среди кадетов. В последующие годы неоднократно побеждала и попадала в число призёров на национальных первенствах в различных возрастных группах.
Первого серьёзного успеха на взрослом международном уровне добилась в сезоне 2010 года, когда вошла в основной состав новозеландской национальной сборной и побывала на чемпионате Океании в Канберре, откуда привезла награду серебряного достоинства, выигранную в лёгкой весовой категории. Тогда же дебютировала на этапах Кубка мира.
В 2011 и 2012 годах становилась бронзовой призёркой чемпионата Океании, а в 2013 году впервые одержала на нём победу. На домашнем чемпионате Океании 2014 года в Окленде вновь был лучшей в лёгком весе, выступила на Играх Содружества в Глазго, где завоевала бронзовую медаль.
В 2016 году Мануэль в третий раз выиграла океаническое первенство и благодаря череде удачных выступлений удостоилась права защищать честь страны на летних Олимпийских играх в Рио-де-Жанейро. В стартовом поединке категории до 57 кг благополучно прошла россиянку Ирину Заблудину, но затем на стадии 1/8 финала потерпела поражение от португальской дзюдоистки Телмы Монтейры и тем самым лишилась всяких шансов на попадание в число призёров.